# ياسوهيكو كوجيما
ياسوهيكو كوجيما (1 سبتمبر 1918 – 12 يونيو 1945) هو سبّاح ياباني راحل، مثّل بلاده في الألعاب الأولمبية الصيفية 1936.

## روابط خارجية
ياسوهيكو كوجيما على موقع الاتحاد الدولي للسباحة (الإنجليزية)
- ياسوهيكو كوجيما على موقع اللجنة الأولمبية الدولية (الإنجليزية)
- ياسوهيكو كوجيما على موقع أوليمبيديا (الإنجليزية)